# Planet der Toten
Planet der Toten (Revelation of the Daleks) ist der 142. Handlungsstrang der britischen Science-Fiction-Fernsehserie Doctor Who. Er besteht aus 2 Episoden, die am 23. März 1985 und 30. März 1985 ausgestrahlt wurden.

## Handlung
Nachdem die TARDIS auf dem Planeten Necros, welcher der führende Planet für Bestattungen ist, gelandet ist, werden der Doktor und Peri von einem Mutanten angegriffen, der von Peri tödlich verletzt wird. Bevor der Mutant stirbt, bedankt er sich bei den beiden Zeitreisenden, dass er endlich von seinem Leiden erlöst ist, und erzählt dem Doktor vom großen Heiler, der an ihm schreckliche Gen-Experimente durchgeführt hat. Die beiden machen sich daraufhin auf den Weg zum Bestattungsinstituts des Planeten, wo sich der Doktor mit dem Wissenschaftler Arthur Stengos treffen möchte, um mehr Informationen über den großen Heiler zu bekommen.
Zur selben Zeit brechen Natasha und Grigory in das Bestattungsinstitut ein, um nach Nataschas Vater Arthur Stengos zu suchen. Dabei entdecken sie unterhalb des Instituts ein Labor, in dem sie auf einen Glas-Dalek treffen, in dem sich eine menschliche Gestalt befindet. Bei der Gestalt handelt es sich um Nataschas Vater, der seine Tochter darum bittet, ihn zu töten, bevor er ganz zu einem Dalek mutiert und seinen freien Willen verliert. Nachdem sie zunächst zögert, erfüllt Natascha ihrem Vater den letzten Wunsch und tötet ihn, woraufhin sie jedoch von Mitarbeitern des Instituts überrascht und gefangen genommen werden.
Als der Doktor und Peri das Bestattungsinstitut erreichen, werden sie von Jobel und Tasambeker begrüßt und im Inneren des Gebäudes voneinander getrennt, da sich der Doktor auf die Suche nach seinem Freund macht, während Peri von Jobel und Tasambeker herumgeführt wird. Nachdem Peri sich mit dem DJ des Instituts, der durchgehend Musik für die Toten spielt, angefreundet hat, greift Tasambeker auf Geheiß des großen Heilers Jobel an und verwundet ihn tödlich. Kurz darauf wird Tasambeker von einem Dalek überrascht, der nun sie tötet.
Auch der Doktor wird von den Daleks überrascht, aber in dieselbe Gefängniszelle gesperrt wie Natascha und Grigory, die nach kurzer Zeit von einem Söldner namens Orcini befreit werden. Der Söldner wurde auf den Planeten geschickt, um den großen Heiler zu töten, da eine Partnerin namens Kara ihn nicht mehr länger erträgt. Die Gruppe stellt sich dem großen Heiler, bei dem es sich in Wahrheit um Davros, dem Schöpfer der Daleks, handelt, und versuchen ihn und seine Daleks zu überwältigen. Der Versuch scheitert und sowohl Grigory als auch Natascha verlieren ihr Leben bei dem Angriff.
Kara muss daraufhin für ihren Verrat bezahlen und wird von den Daleks ausgelöscht. Zur selben Zeit sind der Doktor und Peri, die ebenfalls von Daleks gefangen genommen wurde, wieder vereint und erfahren, dass Davros die Toten auf Necros nur dazu benutzt hat, um neue Daleks, die nur ihm loyal sind, zu züchten.
Wie aus dem Nichts erscheint eine weitere Dalek-Flotte auf Necros, die Davros’ neue Dalek-Armee angreift und vernichtet. Dabei handelt es sich um Original-Daleks von Skaro, die auf Befehl des Obersten Daleks Davros gefangen nehmen und ihn zurück nach Skaro bringen, wo er sich für seine Verbrechen verantwortet muss. Nachdem Davros mit einem Teil der Skaro-Daleks Necros verlassen hat, fasst der Söldner Orcini den Entschluss, sich und das gesamte Bestattungsinstitut auf Necros in die Luft zu jagen und alle Mutanten und Daleks, die sich noch darin befinden, ebenfalls.
Der Doktor, Peri und einige Mitarbeiter des Instituts schaffen es nur knapp, der Explosion zu entgehen, und die arbeitslosen Necrosianer fragen sich, womit sie nun ihr Überleben finanzieren sollen. Der Doktor rät ihnen, dass sie mit den auf Necros wachsenden Blumen sehr gut verdienen können, und verlässt daraufhin mit Peri den Planet, ohne ein genaues Ziel zu nennen.

## Produktion
Die Handlung des Serials basiert lose auf dem Roman The Loved One: An Anglo-American Tragedy und dem Film … Jahr 2022 … die überleben wollen. Die Idee zum blauen Trauerumhang des Doktors bekam Autor Eric Saward, da er Colin Bakers Kostüm abscheulich fand und es so lange wie möglich verbergen wollte.
Das Serial war das letzte, zu dem Außenaufnahmen auf Film und Innenaufnahmen auf Video aufgezeichnet wurden. Mit Beginn der folgenden Staffel wurde alles auf Video gedreht. Es war auch das letzte Serial, bei dem Peter Howells Version des Doctor-Who-Themas gespielt wurde. Um Davros’ Auftritt zu verheimlichen, wurde Schauspieler Terry Molloy unter falschem Namen in der Rolle des großen Heilers in Programmzeitschriften gelistet.

## Einschaltquoten
1. Revelation of the Daleks – Part 1: 7,4 Millionen Zuschauer
2. Revelation of the Daleks – Part 2: 7,7 Millionen Zuschauer

## Besetzung und Synchronisation
Die Synchronisation der Geschichte übernahm H.W. Film in München unter der Regie von Hendrik Wiethase, der auch das Dialogbuch verfasste.
| Rolle                     | Schauspieler            | Synchronsprecher     |
| ------------------------- | ----------------------- | -------------------- |
| Der (6.) Doktor           | Colin Baker             | Michael Schwarzmaier |
| Perpugilliam „Peri“ Brown | Nicola Bryant           | Maria Böhme          |
| Kara                      | Eleanor Bron            | Heidi Treutler       |
| Jobel                     | Clive Swift             | Michael Rüth         |
| DJ                        | Alexei Sayle            | Gudo Hoegel          |
| Davros                    | Terry Molloy            | Thomas Rau           |
| Tasambeker                | Jenny Tomasin           | Susanna Sandvoss     |
| Orcini                    | William Gaunt           | Klaus Kindler        |
| Bostock                   | John Ogwen              | Peter Musäus         |
| Grigory                   | Stephen Flynn           | Randolf Kronberg     |
| Natasha                   | Bridget Lynch-Blosse    | Uschi Wolff          |
| Takis                     | Trevor Cooper           | Michael Gahr         |
| Lilt                      | Colin Spaull            | Peter Thom           |
| Vogel                     | Hugh Walters            | Thomas Reiner        |
| Daleks                    | Royce Mills Roy Skelton | Hendrik Wiethase     |
| Arthur Stengos            | Alec Linstead           | Hendrik Wiethase     |
| Mutant                    | Ken Barker              | Hendrik Wiethase     |

## Veröffentlichung
Bei diesem Serial handelt es sich um eines der wenigen, zu denen nie eine Romanversion bei Target Books veröffentlicht wurde. Das lag darin, dass man sich mit Autor Eric Saward nie über die Lizenzkosten einigen konnte. Das Serial erschien erstmals 1999 zusammen mit Planet of the Daleks auf VHS, bevor 2001 eine Neuauflage innerhalb des The Davros Box Set veröffentlicht wurde. Am 11. Juli 2005 erschien das Serial in England auf DVD.
In Deutschland wurde das Serial, aufgeteilt in 4 Episoden à 25 Minuten, vom 27. Februar 1995 bis 2. März 1995 in deutscher Erstausstrahlung gezeigt. Auf DVD erschienen die Folgen in ihrer ursprünglichen Form am 26. Februar 2016 als Teil des DVD-Sets Doctor Who – Der sechste Doktor. Volume 2.

## Absetzung und verworfene Ideen
Die Serie wurde kurz vor der Ausstrahlung des Serials von der BBC auf unbestimmte Zeit abgesetzt und sollte erst 18 Monate später wieder mit dem 14-teiligen Serial Das Urteil (The Trials of a Time Lord) zurückkehren. So sollte das Serial ursprünglich damit enden, dass der Doktor Peri nach Blackpool bringt, um sie von den Geschehnissen auf Necros abzulenken. Da das Produktionsteam aber nicht wusste, ob sie jemals den Cliffhanger auflösen könnten, wurde die letzte Szene mitten im letzten Satz des Doktors geschnitten, in dem er Blackpool als nächste Ziel der TARDIS nennt, und in den Abspann übergeblendet.
Folgendes ist über die ursprünglichen Pläne für die 23. Staffel bekannt:
- In The Nightmare Fair (zu dt. Der Alptraum-Jahrmarkt) sollte der Celestial Toymaker in Blackpool seine Rückkehr feiern. Michael Gough, der die Rolle des Toymakers bereits in den 1960ern verkörpert hatte, war für die Rolle verpflichtet und sollte den Doktor zu einer Reihe von Videospielen herausfordern, bei denen um das Schicksal des Planeten gespielt wird.
- In The Ultimate Evil (zu dt. Das ultimative Böse) sollten der Doktor und Peri auf dem Freizeit-Planeten Tranquela landen, wo Dwarf Mordant mithilfe eines Strahlengewehrs alle Besucher in wahnsinnige Killer verwandelt hat.
- In Mission to Magnus (zu dt. Mission zum Magnus) sollten die Eiskrieger zurückkehren, die versuchen, die Achse des Planeten Magnus zu verschieben, um für sie ein angenehmeres Klima zu schaffen. Sil, der Schurke aus dem Serial Revolte auf Varos sollte ebenfalls einen Auftritt haben.
- Yellow Fever and How to Cure It (zu dt. Gelbsucht und wie man sie heilt) war als Rückkehr der Autons geplant, der zuletzt in den 1970er auf Jon Pertwee als dritten Doktor trafen. Die Handlung sollte in Singapur gedreht werden und auch Überraschungsauftritte des Masters und der Rani beinhalten.
- The Hollows of Time (zu dt. Die Heiligtümer der Zeit) sollte die Wiederkehr der Tractators zeigen, die zuletzt im Serial Frontios mit Peter Davison als fünfter Doktor auftauchten.
- The Children of January (zu dt. Die Januarkinder) sollte als Staffelfinale die Z’ros, eine neue Alienrasse, einführen.

Einige der Drehbücher wurden später unter dem Titel Doctor Who – The Lost Stories von Big Finish Productions als Hörspiele produziert.

## Trivia
- Ein früher Arbeitstitel des Serials war The End of the Road (zu dt. Das Ende des Weges).
- Dies war das erste Serial, in dem man sah, wie Davros und die Daleks in der Luft schweben.
- Der 200. Handlungsstrang der Serie mit dem zehnten Doktor aus dem Jahr 2009 hat den gleichen deutschen Titel.